# Patto di Torre
Il Patto di Torre è un giuramento scritto su pergamena nel mese di febbraio del 1182. Esso sancì l'alleanza tra i valligiani della Blenio e Leventina, per mettere sotto assedio il castello di Curterio, eretto nel territorio dell'ex comune di Torre. Inoltre si ingiungeva ad Artusio di Torre signore del castello, di consegnare il castello nelle mani dell'Arciprete, entro una settimana; se questo non fosse avvenuto i cittadini della valle si impegnavano a negare a lui e alla sua progenie qualsiasi attività pubblica sul loro territorio.  Da ultimo giurarono di non accettare l'amministrazione della giustizia da parte di nessun podestà. Con questo patto i cittadini delle Tre valli ambrosiane (territorio che corrisponde alle attuali giurisdizione di Blenio, Leventina e Riviera, con l'aggiunta dei territori dei comuni di Moleno, Preonzo e Gnosca,  attualmente sotto il distretto di Bellinzona), si liberarono da ogni signoria locale. Di fatto vennero rasi al suolo tutti i castelli esistenti nel territorio.
Si noti che il Patto di Torre si inserisce chiaramente nel contesto degli importanti avvenimenti di Roncaglia (1158), Pontida (1167), Legnano (1176) e Costanza (1183), e precede di circa un secolo il Patto del Grütli concluso nel 1291 fra le comunità di Uri, Svitto e Unterwalden. Tenuto conto che la Leventina e Blenio rappresentavano una zona di contatto fra lombardi e i futuri confederati svizzeri, grazie anche all'apertura del passo del San Gottardo, che favoriva il passaggio di persone, merci e di idee, non è certo avventato intravedere un'influenza del movimento dei Comuni lombardi sul Patto federale del 1291, come del resto suggeriscono pure alcune precise formule giuridiche latine (elaborate dai giuristi dello Studio di Bologna) utilizzate dai confederati svizzeri. (v. bibliografia 4-5-6-7 per le fonti).

## Traduzione letterale italiana del Patto di Torre del 1182
Parimenti giurarono che, secondo il loro potere, impediranno che nessuno faccia alcun castello in tutta la valle di Blenio o in tutta la valle Leventina, se non col comune consenso di tutti i vallerani di entrambe le valli.
E se alcuno costruisse qualche castello in tutta la val di Blenio e il comune dei vallerani di Blenio o la maggior parte richiedesse i vallerani di Leventina a distruggere il castello, essi vallerani di Leventina saranno tenuti ad aiutarli.
E se qualcuno facesse qualche castello in tutta la val Leventina e il comune dei vallerani di Leventina o la maggior parte di loro, richiedesse ai vallerani di Blenio a distruggere il castello, essi saranno tenuti ad aiutarli.
Inoltre giurarono tutti i vallerani di Blenio che Artusio di Torre o fratello di lui, o figlio, o chiunque della loro progenie, non avrà nessuna avogardia o alcun altro ufficio, cioè di giudice o di notaio, nella corte Sala se entro il giorno di domenica non avrà restituito il predetto castello nelle mani del signor Arciprete.
Da ultimo giurarono tutti i vallerani di Blenio che non terranno i placiti, nei quali sono soliti regolare le loro cose, per tre giorni del mese di novembre ogni anno, nel luogo Sala, sotto alcuna potestà abitante in val di Blenio né in valle Leventina, dal Monte Tennero e dal Sasso di Pino fino al Lucomagno ed al culmine della Greina. Perché così convennero tra loro.
E questa concordia così in ogni tempo ferma e stabile rimanga. Fatto nel luogo di Torre.
Questo fu eseguito per ordine del signor O. arciprete e per consenso e volontà dei vallerani di entrambe le valli, cioè di Blenio e Leventina.
Io Giovanni, notaio, per ordine del signor mio l'arciprete O. scrissi. (S.T.) Io, Filippo di Leventina, notaio, questa carta trascrissi esattamente dall'autentico (originale) da me visto e letto; e, come in esso è contenuto, si legge anche in questa copia, e non aggiunsi né diminuii, salvo forse, per ignoranza, qualche lettera o sillaba più o meno.»